# Pteroplax
Pteroplax is een geslacht van uitgestorven anthracosauriërs uit de orde Embolomeri. Slechts één soort (Pteroplax cornutus Hancock & Atthey, 1868) is beschreven; het bekende schedeldak is het lectotype van deze soort, specimen NEWHM: G015.72. Pteroplax dateert uit het Laat-Carboon, ongeveer 315 miljoen jaar geleden. Het is alleen met zekerheid bekend uit Newsham in Blyth, Northumberland, Engeland. Daar deelde het een leefgebied (een kolenmoerasmeer) met de grotere embolomeer Eogyrinus (wiens naam een jonger synoniem is van Pholiderpeton, Huxley, 1869). Pteroplax groeide waarschijnlijk uit tot ongeveer drie meter lang, leefde grotendeels in het water en voedde zich met vissen en kleinere tetrapoden. Het had waarschijnlijk een lang, palingachtig lichaam, met korte ledematen en een lange staart.
Hoewel Pteroplax cornutus alleen met volledige zekerheid bekend is van het type-exemplaar (een geïsoleerd schedeldak), beschreef Boyd (1978) zowel craniale als postcraniale elementen uit Newsham als waarschijnlijk behorend tot deze soort. Deze omvatten een reeks embolomere wervels die aanzienlijk kleiner zijn dan die van Eogyrinus. Sommige hiervan waren eerder door Panchen (1966) aan Pteroplax toegeschreven, maar niet door hem beschreven; een beschrijving ervan werd in 1980 gepubliceerd door Boyd. Boyd (1978) suggereerde ook dat Pteroplax een embolomeer was met een langere snuit dan Eogyrinus.
In haar beschrijving van de grote embolomeer Pholiderpeton scutigerum, Huxley, toonde Clack (1987) niet alleen aan dat Eogyrinus een jonger synoniem was van Pholiderpeton, maar verwijderde ook Pteroplax uit de familie Eogyrinidae, en merkte op dat het schedeldak van Pteroplax cornutus overeenkomsten vertoonde met embolomeren van de families Archeriidae en Proterogyrinidae.

## Etymologie
Pteroplax betekent 'gevleugelde plaat', verwijzend naar de tabulaire hoorns van het losse schedeldak dat momenteel het enige exemplaar vertegenwoordigt dat zeker aan dit taxon kan worden toegewezen. De soortaanduiding cornutus betekent 'gehoornd'.